# اینایا

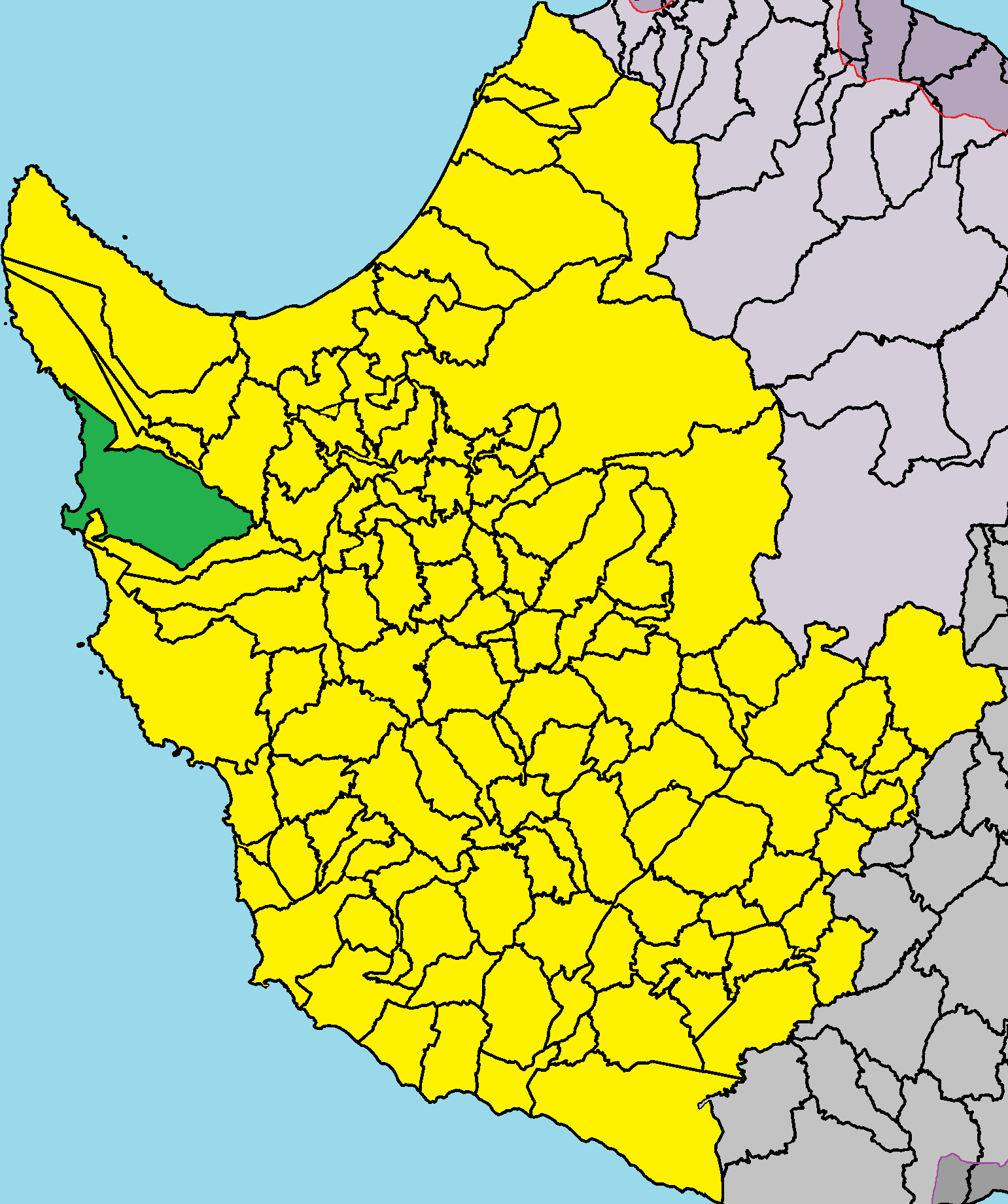
تصویر زیبا

اینایا (به لاتین: Inia, Paphos) یک منطقهٔ مسکونی در قبرس است که در ناحیه پافوس واقع شده‌است.

## خصوصیات
اینایا  ۳۵۳ نفر جمعیت دارد.